# 6081 Cloutis
A 6081 Cloutis (ideiglenes jelöléssel 1981 EE35) a Naprendszer kisbolygóövében található aszteroida. Schelte J. Bus fedezte fel 1981. március 2-án.